# Pericopsis mooniana
Pericopsis mooniana är en ärtväxtart som beskrevs av George Henry Kendrick Thwaites. Pericopsis mooniana ingår i släktet Pericopsis och familjen ärtväxter. IUCN kategoriserar arten globalt som sårbar. Inga underarter finns listade i Catalogue of Life.